# Víctor Stuardo
Víctor Manuel Stuardo Nicovani (Negrete, Chile, 13 de abril de 1956) es un exfutbolista chileno. Jugaba como delantero.

## Trayectoria
Oriundo de Negrete comenzó su carrera profesional en Deportes Concepción en 1974. En 1975 jugó para Malleco Unido en la Segunda División, regresando al León de Collao para la temporada siguiente.Luego de un paso por Naval en la Segunda división, en 1978 firma por Green Cross-Temuco en la Primera división, en donde destacó por dos temporadas.
En 1980 firmó por Palestino, en donde militó por una temporada y media. Terminada la Copa Polla Gol 1981, es contratado por Santiago Wanderers en la Segunda división, en donde termino en el 16° lugar entre 22 equipos.Al año siguiente, regresa a la categoría de oro del fútbol chileno, firmando por Rangers. Pese a descender en cancha, el cuadro talquino se mantuvo en la primera división por orden de la ACF, al ser considerada Talca como una buena aplaza debido a las recaudaciones.
En 1983 se trasladó al sur, firmando por Iberia. En 1984 firma por Deportes Victoria, donde formó una letal dupla junto a Luis Zambrano, que le permitió al equipo ferroviario mantenerse en la segunda división. En 1985 estuvo en tres equipos; comenzó el año con Deportes Laja, coronándose como campeón del Apertura 1985 de la Tercera División. Para el Clausura, regresó a Temuco para defender los colores de Deportes Temuco, mientras que para el torneo oficial de Segunda división tuvo un nuevo paso por Malleco Unido, en lo que sería su último club como profesional.

## Clubes
| Club                | País  | Año       |
| ------------------- | ----- | --------- |
| Deportes Concepción | Chile | 1974      |
| Malleco Unido       | Chile | 1975      |
| Deportes Concepción | Chile | 1976      |
| Naval               | Chile | 1977      |
| Green Cross-Temuco  | Chile | 1978-1979 |
| Palestino           | Chile | 1980-1981 |
| Santiago Wanderers  | Chile | 1981      |
| Rangers             | Chile | 1982      |
| Iberia              | Chile | 1983      |
| Deportes Victoria   | Chile | 1984      |
| Deportes Laja       | Chile | 1985      |
| Deportes Temuco     | Chile | 1985      |
| Malleco Unido       | Chile | 1985      |

## Palmarés

### Campeonatos nacionales
| Título           | Club          | País  | Año    |
| ---------------- | ------------- | ----- | ------ |
| Tercera División | Deportes Laja | Chile | 1985-A |